# Soavinandriana
Soavinandriana es una ciudad en la región de Itasy de  la provincia de Antananarivo, Madagascar. En 1993 tenía una población de 26.734 habitantes, mientras que en 2012 había crecido hasta llegar a los 46.733.